# Stenophylax curvidens
Stenophylax curvidens är en nattsländeart som beskrevs av Schmid 1957. Stenophylax curvidens ingår i släktet Stenophylax och familjen husmasknattsländor. Inga underarter finns listade i Catalogue of Life.